# タラバ州

タラバ州
Taraba State、𞤤𞤫𞤴𞤣𞤭 𞤼𞤢𞤪𞤢𞤦𞤢州の愛称: 国への自然の賜物

タラバ州（タラバしゅう、英語：Taraba State、フラニ語: 𞤤𞤫𞤴𞤣𞤭 𞤼𞤢𞤪𞤢𞤦𞤢）はナイジェリア東部の州。州都はジャリンゴ。

## 歴史
1991年にイブラヒム・ババンギダ政権によりゴンゴラ州が東のアダマワ州と分割されて設置された。

## 地理
北にバウチ州とゴンベ州、東から南にカメルーンのアダマワ州、北西州、南西州、南西にベヌエ州、北西にナサラワ州とプラトー州と接する。
北から南西にベヌエ川が流れ、州の大半は南岸にある。南東部は標高1,800mのマンビラ高原でカメルーン国境のチャパル・ワッディ山がナイジェリア最高峰である。南部は低木林、北部は草原である。ベヌエ川には何れもカメルーン山地を水源とする支流にドンガ川、タラバ川、イビ川がある。

## 経済
農業が主な産業で、換金作物としてコーヒー、茶、ラッカセイ、綿花などが栽培される。食用に、トウモロコシ、米、ソルガム、雑穀、キャッサバ、ヤムなどが栽培される。ウシ、ヒツジ、ヤギがマンビラ高原などで放牧されている。ウサギとブタも家畜として飼育されている。河川沿岸では釣りも盛んである。
他に陶磁器、織物、染色、マット、彫刻、刺繍、鍛冶などが伝統的産業である。

## 住民
シャンバ族、ムムイェ族、マンビラ族、ウルクム族、フラニ族、ジュンクン族、ジェンジョ族、クテブ族、イチェン族、ティヴ族、ンドロ族などが住む。

## 地方行政区
タラバ州には16の地方行政区 (LGA) が置かれている。
| - アルド＝コラ - イビ - ウカリ - ウッサ | - ガシャカ - ガッソル - カリン＝ラミド | - クルミ - コラ - ジャリンゴ | - ジング - タクム - ドンガ | - バリ - ヨッロ - ラウ |

座標: 北緯8度00分 東経10度30分 / 北緯8.000度 東経10.500度